# Acorn Communicator
El Acorn Communicator es un ordenador de negocios desarrollado por Acorn Computers en 1985. De este sistema se vendieron muy pocas unidades a compañías que requerían un ordenador con un módem integrado. Como terminal dedicado Prestel, con un procesador de textos integrado y capacidades de hoja de cálculo, el Communicator encontró un nicho de mercado entre las agencias de viaje en el Reino Unido e Italia, las cuales usaban Prestel y redes similares como probablemente los primeros servicios de reserva en línea.
La máquina usaba el chip Aberdeen manufacturado por Ferranti para el Electron, que era la ULA más grande desarrollada en ese momento.
El sistema usaba un chip Western Design Center 65816 de 16 bits en lugar del MOS Technology 6502 de 8 bits, que era usado por todos los equipos anteriores de Acorn. El Communicator incluía 512 KB de memoria, expandible a 1024 KB.
El equipo incluía una suite ofimática completa, incluyendo View (procesador de textos), ViewSheet (hoja de cálculo), y un terminal completo Prestel, además de, por supuesto, Econet y muchos de las interfaces encontradas en la serie BBC Micro de ordenadores. El software del sistema que unía a los paquetes era una mezcla del BBC BASIC y ensamblador. El equipo de desarrollo de software fue dirigido por Paul Bond, un piloto entusiasta que ocasionalmente llevaba en su Cessna a los miembros del equipo cuando las cosas estaban tranquilas.
Las primeras versiones del Communicator eran monocromas. Más tarde, aunque antes de ser enviado a los clientes, una placa hija permitió el uso de color.